# ゼム・クルックド・ヴァルチャーズ
ゼム・クルックド・ヴァルチャーズ (Them Crooked Vultures) は、2009年夏にアメリカ合衆国のロサンゼルスで結成されたロックのスーパーグループ。レッド・ツェッペリン、ニルヴァーナ、カイアスの元メンバーが集合して誕生した。2011年にグラミー賞最優秀ハード・ロック・パフォーマンスを受賞。

## 来歴
2005年頃からデイヴ・グロールによってバンド結成の構想が明かされていたが、実際に計画が動いたのは2009年。同年7月にレコーディングを開始すると、8月9日にはシカゴにて初ライブ。ヨーロッパ各地をツアーしながら、アルバムの制作を行い、11月16日にセルフタイトルのデビューアルバムをリリースした。
2010年はライブを中心に活動し、7月30日のフジロックフェスティバルまで世界各地で公演を行った。2011年には楽曲「ニュー・ファング」でグラミー賞最優秀ハード・ロック・パフォーマンスを受賞。
2012年秋には活動再開の意向が明らかにされた。

## メンバー
正式メンバー
- ジョシュ・オム (Josh Homme) - ギター、ボーカル

元カイアス、現クイーンズ・オブ・ザ・ストーン・エイジの中心人物。
- ジョン・ポール・ジョーンズ (John Paul Jones) - ベース、キーボード、マンドリン、ヴァイオリン

元レッド・ツェッペリンのマルチプレイヤー。
- デイヴ・グロール (Dave Grohl) - ドラムス、パーカッション、バッキングボーカル

元ニルヴァーナのドラマーで、現在はフー・ファイターズのフロントマン。
サポートメンバー
- アラン・ジョハネス (Alain Johannes) - ギター、ベース、キーボード、バッキングボーカル

元"What Is This?"、"Eleven"。クイーンズ・オブ・ザ・ストーン・エイジのサポートメンバー。

## 来日公演

### 2010年
- 7月28日 東京 SHIBUYA-AX - オープニングアクトはMGMT
- 7月30日 フジロックフェスティバル

## ディスコグラフィ

### アルバム
- 『ゼム・クルックド・ヴァルチャーズ』 - Them Crooked Vultures (2009年)

### シングル
- "New Fang" (2009年)
- "Mind Eraser, No Chaser" (2009年)